# Frankfurt Universe

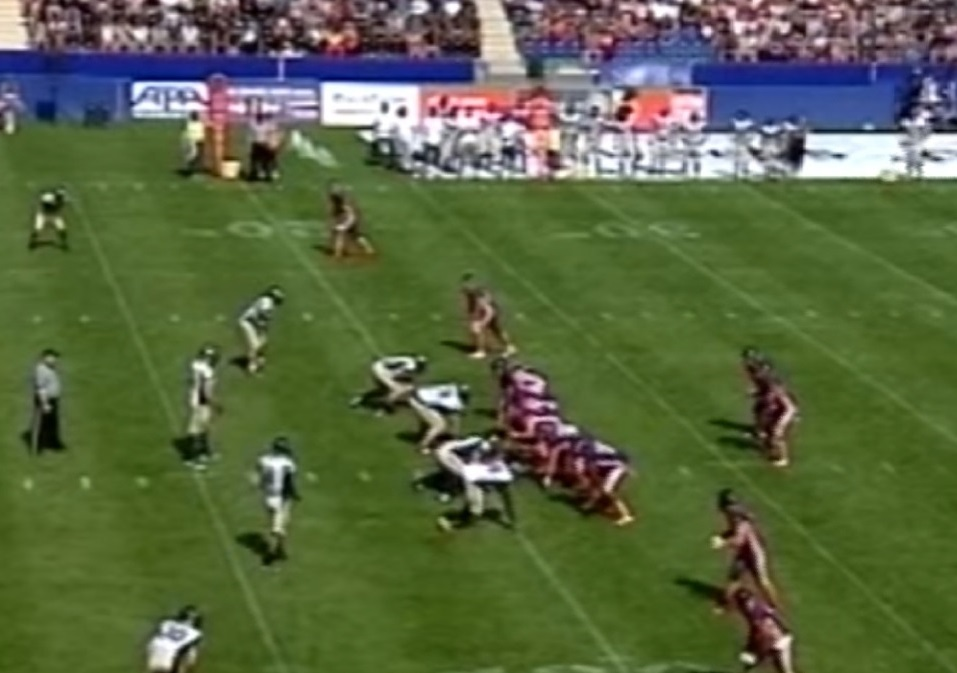
Frankfurt Universe vs. Nürnberg Rams 2015

Os Frankfurt Universe são uma equipa alemã de futebol americano sediada na cidade de Frankfurt, que disputa a German Football League. O clube foi fundado em 18 de julho de 2007. Manda seus jogos no Frankfurter Volksbank Stadion, com capacidade para abrigar 12.542 torcedores. Suas cores são púrpura e laranja. Frankfurt Universe é o sucessor do Frankfurt Galaxy.

## Títulos
Internacionais
- Campeonato EFL Bowl: 1

(2016)
Regionais
- Campeonato GFL 2 - Conferência Sul:  1

(2015)